# Lista de prefeitos de Jatobá do Piauí
Esta é a lista de prefeitos e vice-prefeitos do município de Jatobá do Piauí, estado brasileiro do Piauí.
| Nº | Nome                                        | Partido | Vice-prefeito                                     | Início do mandato     | Fim do mandato         | Observações                                           |
| 1  | João Félix de Andrade Filho                 | PPB     | Alípio Ribeiro dos Santos (PPB)                   | 1º de janeiro de 1997 | 31 de dezembro de 2000 | Prefeito e vice eleitos em sufrágio universal         |
| 1  | João Félix de Andrade Filho                 | PSDB    | José Francisco de Araújo Oliveira (PPB)           | 1º de janeiro de 2001 | 2 de agosto de 2004    | Prefeito reeleito e vice eleito em sufrágio universal |
| —  | José Francisco de Araújo Oliveira, Zé Chico | PP      | —                                                 | 3 de agosto de 2004   | 31 de dezembro de 2004 | Vice-prefeito eleito no cargo de prefeito             |
| 2  | Dalberto Rocha de Andrade                   | PSDB    | José Joaquim de Oliveira Neto, Neto Alvina (PSDB) | 1º de janeiro de 2005 | 31 de dezembro de 2008 | Prefeito e vice eleitos em sufrágio universal         |
| 3  | Macedo Bandeira                             | PT      | Raimundo Francisco de Sousa (PDT)                 | 1º de janeiro de 2009 | 31 de dezembro de 2012 | Prefeito e vice eleitos em sufrágio universal         |
| 4  | Dalberto Rocha de Andrade                   | PSD     | Aloísio Gomes Bandeira (PSD)                      | 1º de janeiro de 2013 | 31 de dezembro de 2016 | Prefeito e vice eleitos em sufrágio universal         |
| 5  | José Carlos Gomes Bandeira                  | PT      | Raimundo Nonato Gomes de Oliveira, Hilton (PTC)   | 1º de janeiro de 2017 | 31 de Dezembro de 2020 | Prefeito e vice eleitos em sufrágio universal         |
| 6  | Raimundo Nonato Gomes de Oliveira, Hilton   | PSD     | Dalberto Rocha de Andrade (REP)                   | 1° de Janeiro de 2021 | 31 de Dezembro de 2024 | Prefeito e vice eleitos em sufrágio universal         |
| 6  | Raimundo Nonato Gomes de Oliveira, Hilton   | PSD     | José Carlos Gomes Bandeira, Zé Carlos (PT)        | 1° de janeiro de 2025 | Atualidade             | Prefeito reeleito e vice eleito em sufrágio universal |